# Jhon Jairo Preciado Martínez
Jhon Jairo Preciado Martínez es un sociólogo, político, exfutbolista y escritor colombiano nacido en Tumaco, Colombia. Se desempeñó en la Alcaldía de ese municipio como Secretario de Gobierno entre 2017 y 2019. Fue alcalde encargado de esa misma ciudad en 2019.

## Historia
Nacido en una familia humilde, cuyo padre era agricultor y su madre líder comunitaria, llevó a cabo sus estudios básicos en el Gimnasio Moderno Pio XII y, luego, en el Instituto Técnico Industrial Nacional, ITIN, en Tumaco.  Finalizados, se hizo Técnico Profesional en procesamiento de pescados y mariscos en el SENA. En su adolescencia, jugó fútbol profesional en el Deportes Tolima, siendo campeón en los Juegos Deportivos Nacionales con la Selección Tolima en 2004.
Posteriormente, ingresó a estudiar derecho en la Universidad de Nariño, donde se hizo popular por su liderazgo innato que lo llevó a ser el representante estudiantil ante el Consejo Superior de la Universidad de Nariño. Se unió a la Federación Nacional de Representantes de la Educación Superior (FENARES) y a la Coordinación del Encuentro Nacional de Estudiantes y Jóvenes Afrocolombianos - ENEUA. Fundó y presidió la Organización Estudiantil Universitaria "Somos Pazcífico".
Ha participado en múltiples conferencias sobre Educación Superior y problemáticas sociales en el Pacífico colombiano. Para 2011,fue candidato a la Asamblea Departamental de Nariño (obtuvo 5623 votos). Años más tarde, en 2015, se perfila como candidato a las elecciones de alcalde de Tumaco - 2016 - 2019. A pesar de no ser electo, más adelante, por el gobierno atípico entrante en 2018 (luego de un limbo político), fue nombrado Secretario de Gobierno.
A comienzos de 2019, Preciado asumió como Alcalde encargado de Tumaco, luego de que escándalos, que analiza la justicia colombiana, dejaran por fuera del cargo, al entonces mandatario Julio César Rivera, quien estuvo en prisión durante cinco meses y regresó a su cargo tras su libertad.